# Сирін Максим Миколайович
Макси́м Микола́йович Си́рін (23 липня 1982 — 21 березня 2019) — солдат Збройних сил України, учасник російсько-української війни.

## Життєпис
Народився 1982 року в Станиці Луганській (Луганська область); працював у пожежній частині.
23 вересня 2017 року вступив на військову службу за контрактом; солдат, старший водій 1-го розвідувального відділення розвідвзводу 2-го мехбатальйону 93-ї бригади. Був на ротації у Гранітному, ушкодив ногу, відмовився їхати на лікування в госпіталь. Лагодив машини й різну техніку.
21 березня 2019-го в пообідню пору противник розпочав обстріл в районі промзони Авдіївки з великокаліберних кулеметів та стрілецької зброї із метою проведення розвідки боєм та прикриття висування вогневої групи. Максим Сирін, в якого закінчилося чергування, залишився, щоб допомогти побратимам, та відійшов на позиції взводного опорного пункту. Він відкрив вогонь у відповідь, чим притиснув ворожу групу до землі та змусив противника відступити. В ході стрілецького бою зазнав наскрізного поранення голови, від якого помер у лікарні.
24 березня 2019 року похований в Станиці Луганській.
Без Максима лишилися батьки, дружина Юлія та двоє дітей — син Данило і донька Софія.

## Нагороди та вшанування
- Указом Президента України № 469/2019 від 27 червня 2019 року «за особисту мужність і самовіддані дії, виявлені у захисті державного суверенітету та територіальної цілісності України, зразкового виконання військового обов'язку» — нагороджений орденом «За мужність» III ступеня (посмертно)[4]